# 維赫季
50°9′4″N 23°44′49″E / 50.15111°N 23.74694°E
維赫季（烏克蘭語：Віхті），是烏克蘭西部的村莊，隸屬利維夫州的利維夫區。該村面積0.21平方公里，海拔高度231米，2001年人口130，人口密度每平方公里619.05人。